# Newtown (Gales)
Newtown (del galés: Y Drenewydd) es una ciudad del norte del condado galés de Powys. Según el censo de 2001, la población de su parroquia es 10 783, la más grande en Powys. Newtown es la villa más central de Gales y está a 16 km de la frontera galesa-inglesa. El río Severn, el más largo del Reino Unido, discurre en la villa.

## Etimología
Su nombre significa Nueva Villa en el idioma inglés. El nombre galés Y Drenewydd, traducción y cuyo significado es «la nueva villa».

## Historia
Newtown fue fundado por el rey Eduardo I de Inglaterra en 1279, como venganza contra Llywelyn el Último Rey de Gales, que quería construir una villa fortificada en el área. Desde su fundación, hay un mercado en Newtown cada martes. Durante el siglo XIX Newtown tenía fábricas y molinos de franela.
Desde el mayo de 1999 Newtown está hermanada con Les Herbiers, una localidad en el departamento de Vandea en los Países del Loira, una región en el oeste de Francia.

## Fútbol
El Newtown Association Football Club, fundado en 1875 como los Newtown White Stars (Estrellas Blancas de Newtown), fue un fundador de la Premier League de Gales en 1992. Newtown ganó la segunda Copa de Gales en 1879 contra el Wrexham Football Club y dos años más tarde perdió la final contra el Druids Football Club. El 16 de abril de 2012 Newtown fue relegado por primera vez.